# 辐枝霉属
辐枝霉属（学名：Radiomyces）是辐枝霉科的一属。

## 下属物种
本属包括以下物种：
- 埃姆氏辐射霉菌 Radiomyces embreei R.K.Benj.
- Radiomyces mexicanus Benny & R.K.Benj.
- Radiomyces spectabilis Embree